# Objaw Mendla-Bechterewa
Objaw Mendla-Bechterewa – neurologiczny objaw z grupy objawów Babińskiego, świadczący o uszkodzeniu korowo-rdzeniowych dróg piramidowych. Objaw Babińskiego jest tu wywoływany przez uderzanie młoteczkiem neurologicznym grzbietu stopy (nad kością klinowatą i sześcienną). Objaw opisali niezależnie od siebie Kurt Mendel i Władimir Biechtieriew w 1904 roku.